# Norra Gattet
Norra Gattet är namnet på ett område norr om Fårösunds norra inlopp på Fårö, på byn Lansas ägor.
Vid Norra Gattet finns även en gammal lotsplats. Platsen var länge tillhåll för stor del av de blåkråkor som häckade på Fårö en kraftig storm i början av 1930-talet fällde stora delar av skogen här, och skadade övrig skog som blev populära boträd. Extrema torrsomrar under 1950-talet och börja av 1980-talet har skördat ytterligare träd, och det hörda betet gör att skogen återhämtar sig mycket långsamt.
Här anlades 1885-86 ett kanonbatteri för att hindra fientlig seglation genom Fårösund, samtidigt som två batterier anlades vid Fårösunds södra inlopp. Batteriet fick provisorisk karaktär.
1898-1900 byggdes nya befästningar på den gamla batteriplatsen. De kompletterades senare med luftvärnsskydd.